# Associazione Calcio Carpi 1991-1992
Questa voce raccoglie le informazioni riguardanti l'Associazione Calcio Carpi nelle competizioni ufficiali della stagione 1991-1992.

## Stagione
Nella stagione 1991-1992 il Carpi ha disputato il girone A del campionato di Serie C1, ottenendo il nono posto in classifica con 32 punti. Il torneo è stato vinto con 47 punti dalla Spal di Ferrara che è stata promossa in Serie B, davanti al Monza che si è piazzato al secondo posto con 45 punti. Ultima stagione di Ugo Tomeazzi come allenatore del Carpi, nelle quattro stagioni ha sommato 136 panchine. Nuovo il ds Gianni Rosati. Nel campionato i biancorossi partono male con tre sconfitte e quattro pareggi, poi inizia l'ultima grande impresa del "Tom" con il Carpi, al giro di boa i carpigiani sono terz'ultimi con 12 punti, nel girone di ritorno ne raccolgono 20, la chiave di lettura è sempre la stessa, un equilibrio utilitaristico. C'è un altro pesante addio in questa stagione, ed è quello di Armando Aguzzoli, dopo sei stagioni con 183 presenze e 34 reti firmate, la più bella la segna all'Empoli, la più preziosa al Novara il 19 marzo 1989, perché è valsa il sigillo sul ritorno in Serie C1, in quest'ultima stagione mette a segno cinque centri. Lui nato sotto la Ghirlandina modenese, figlio d'arte di papà Francesco, per il popolo biancorosso un vero e proprio idolo. Nella Coppa Italia il Carpi disputa, prima del campionato, con poche soddisfazioni, il girone D, che promuove il Suzzara ai sedicesimi.

## Rosa
| N. |                   | Ruolo | Calciatore             |
| -- | ----------------- | ----- | ---------------------- |
|    | Italia (bandiera) | C     | Armando Aguzzoli       |
|    | Italia (bandiera) | C     | Stefano Andretta       |
|    | Italia (bandiera) | C     | Andrea Barbi           |
|    | Italia (bandiera) | D     | Jarin Barbieri         |
|    | Italia (bandiera) | A     | Michele Bertoldo       |
|    | Italia (bandiera) | C     | Simone Boron           |
|    | Italia (bandiera) | P     | Oriano Boschin         |
|    | Italia (bandiera) | C     | Massimiliano Buonocore |
|    | Italia (bandiera) | A     | Gerry Cavallo          |
|    | Italia (bandiera) | A     | Vincenzo Corrente      |
|    | Italia (bandiera) | A     | Bob Fantazzi           |

| N. |                   | Ruolo | Calciatore         |
| -- | ----------------- | ----- | ------------------ |
|    | Italia (bandiera) | C     | Andrea Galassi     |
|    | Italia (bandiera) | D     | Stefano Golinelli  |
|    | Italia (bandiera) | D     | Paolo Grossi       |
|    | Italia (bandiera) | D     | Andrea Malaguti    |
|    | Italia (bandiera) | A     | Andrea Mariano     |
|    | Italia (bandiera) | C     | Claudio Nannini    |
|    | Italia (bandiera) | D     | Leonardo Paciscopi |
|    | Italia (bandiera) | D     | Raffaello Papone   |
|    | Italia (bandiera) | A     | Stefano Protti     |
|    | Italia (bandiera) | C     | Leandro Vessella   |
|    | Italia (bandiera) | C     | Stefano Zironi     |

## Risultati

### Serie C1

#### Girone di andata
| Arbitro: | Russo (Pescara) |

|  |           |              |
|  | Marcatori | 68’ Delpiano |

| Arbitro: | Baudo (Torino) |

|             |           |  |
| Messina 53’ | Marcatori |  |

| Carpi 29 settembre 1991 3ª giornata | Carpi           | 0 – 0 | Arezzo | Stadio Sandro Cabassi\| Arbitro: \| Pola (Rovereto) \| |
| Arbitro:                            | Pola (Rovereto) |       |        |                                                        |

| Vicenza 6 ottobre 1991 4ª giornata | Vicenza       | 0 – 0 | Carpi | Stadio Romeo Menti\| Arbitro: \| Longo (Paola) \| |
| Arbitro:                           | Longo (Paola) |       |       |                                                   |

| Arbitro: | Fiori (Ravenna) |

|                    |           |             |
| Mariano 60’ (rig.) | Marcatori | 75’ Labardi |

| Arbitro: | Capraro (Cassino) |

|            |           |             |
| R. Gori 2’ | Marcatori | 42’ Galassi |

| Carpi 27 ottobre 1991 7ª giornata | Carpi                | 0 – 0 | Como | Stadio Sandro Cabassi\| Arbitro: \| Farina (Novi Ligure) \| |
| Arbitro:                          | Farina (Novi Ligure) |       |      |                                                             |

| Arbitro: | Marchese (Napoli) |

|                             |           |  |
| Albino 47’ Porfido 49’, 65’ | Marcatori |  |

| Carpi 17 novembre 1991 9ª giornata | Carpi                          | 0 – 0 | Alessandria | Stadio Sandro Cabassi\| Arbitro: \| Bizzotto (Castelfranco Veneto) \| |
| Arbitro:                           | Bizzotto (Castelfranco Veneto) |       |             |                                                                       |

| Arbitro: | L. Branzoni (Pavia) |

|            |           |  |
| Redomi 15’ | Marcatori |  |

| Arbitro: | Calvi (Milano) |

|              |           |  |
| Corrente 70’ | Marcatori |  |

| Arbitro: | Rigutto (Maniago) |

|             |           |              |
| Faccini 41’ | Marcatori | 64’ Corrente |

| Arbitro: | M. Messina (Monza) |

|              |           |  |
| Galeazzi 31’ | Marcatori |  |

| Arbitro: | Pisacreta (Salerno) |

|              |           |              |
| Corrente 10’ | Marcatori | 14’ Carsetti |

| Arbitro: | Vasquez (Lecce) |

|             |           |  |
| Nannini 24’ | Marcatori |  |

| Arbitro: | Masulli (Cremona) |

|            |           |  |
| Panero 78’ | Marcatori |  |

| Arbitro: | Tombolini (Ancona) |

|                     |           |                                   |
| Aguzzoli 35’ (rig.) | Marcatori | 46’ (aut.) Paciscopi 71’ Castelli |

#### Girone di ritorno
| Arbitro: | Di Filippo (Chieti) |

|             |           |             |
| Viviani 26’ | Marcatori | 53’ Mariano |

| Arbitro: | Calabrese (Avezzano) |

|             |           |  |
| Mariano 17’ | Marcatori |  |

| Arbitro: | Corda (Cagliari) |

|  |           |              |
|  | Marcatori | 16’ Corrente |

| Arbitro: | Rocchi (Roma) |

|             |           |                             |
| Mariano 27’ | Marcatori | 2’ Pellizzaro 41’ Artistico |

| Arbitro: | Zuccolini (Reggio Emilia) |

|                          |           |  |
| Bottazzi 65’ Lancini 85’ | Marcatori |  |

| Arbitro: | Contente (Salerno) |

|                                      |           |  |
| Protti 57’ Aguzzoli 83’ Bertoldo 89’ | Marcatori |  |

| Arbitro: | Pellegrino (Barcellona Pozzo di Gotto) |

|                         |           |  |
| Bressan 4’ Pradella 31’ | Marcatori |  |

| Arbitro: | Franceschini (Bari) |

|              |           |  |
| Aguzzoli 75’ | Marcatori |  |

| Arbitro: | Moretti (Cosenza) |

|                  |           |  |
| Fiori 71’ (rig.) | Marcatori |  |

| Arbitro: | Paterna (Teramo) |

|             |           |  |
| Galassi 47’ | Marcatori |  |

| Siena 18 aprile 1992 28ª giornata | Siena           | 0 – 0 | Carpi | Stadio Artemio Franchi\| Arbitro: \| Vasquez (Lecce) \| |
| Arbitro:                          | Vasquez (Lecce) |       |       |                                                         |

| Carpi 26 aprile 1992 29ª giornata | Carpi               | 0 – 0 | Spezia | Stadio Sandro Cabassi\| Arbitro: \| Minotti (Frosinone) \| |
| Arbitro:                          | Minotti (Frosinone) |       |        |                                                            |

| Arbitro: | Ciambotti (Empoli) |

|                           |           |             |
| Corrente 35’ Malaguti 46’ | Marcatori | 36’ Parlato |

| Arbitro: | Curotti (Piacenza) |

|                 |           |                     |
| A. Brunetti 64’ | Marcatori | 68’ (rig.) Aguzzoli |

| Arbitro: | Lana (Torino) |

|                              |           |                     |
| Menghini 63’ Mucciarelli 74’ | Marcatori | 78’ (rig.) Aguzzoli |

| Arbitro: | Coppola (Firenze) |

|              |           |  |
| Vessella 37’ | Marcatori |  |

| Arbitro: | Bizzotto (Castelfranco Veneto) |

|             |           |                          |
| Galante 82’ | Marcatori | 15’ Galassi 72’ Corrente |

### Coppa Italia Serie C

#### Fase a gironi
| Arbitro: | Bortoli (Schio) |

|               |           |  |
| G. Colombo 9’ | Marcatori |  |

| Arbitro: | Casoli (Reggio Emilia) |

|                    |           |  |
| Mariano 86’ (rig.) | Marcatori |  |

| Arbitro: | Patessio (Pordenone) |

|                            |           |  |
| Vignola 25’ L. Benetti 42’ | Marcatori |  |

| 28 agosto 1991 4ª giornata |  | – Turno di riposo Carpi |  |  |

| Arbitro: | Anselmo (Asti) |

|             |           |             |
| Mariano 27’ | Marcatori | 79’ Toffoli |